# Anne Sofie Espersen
Anne Sofie Espersen (født 27. august 1973 i Hirtshals) er en dansk skuespiller.
Hun er uddannet fra Statens Teaterskole i 1999. Efterfølgende har hun i flere perioder været fastansat på Århus Teater, hvor hun bl.a. har spillet Sally Bowles i Cabaret, Maj Gregersen i teatrets opførelse over fire sæsoner af Gregersen Sagaen, baseret på Christian Kampmanns romanserie, Kvinden i Antichrist samt Nora i en moderniseret udgave af Et dukkehjem. I 2002 medvirkede hun i Zirkus Nemo og har siden 2011 spillet på den københavnske teaterscene.bl.a Nørrebro Teater, Betty Nansen Teatret, Øster Gasværk og Det Kongelige Teater.
Espersen har medvirket i en lang række danske film og tv-serier og har desuden deltaget i en række underholdningsprogrammer. Hun deltog i 2011-sæsonen af Vild med dans sammen med danseren Mads Vad og blev nummer 5.

## Privat
Anne Sofie Espersen er søster til den konservative politiker Lene Espersen. Hun har tidligere været gift med skuespiller Søren Byder, som hun har tre børn med: Sylvester Espersen Byder, Sulajma Espersen Byder og Buster Espersen Byder. Anne Sofie Espersen danner par med sanger Mark Linn.

## Filmografi
| År   | Titel                        | Rolle              | Noter |
| ---- | ---------------------------- | ------------------ | ----- |
| 2001 | En kort en lang              | Lærke              |       |
| 2003 | Rembrandt                    | Bartender          |       |
| 2004 | Tid til forandring           | Gry                |       |
| 2005 | Mørke                        | Sonja              |       |
| 2007 | Til døden os skiller         | Ung kvinde         |       |
| 2007 | Hvid nat                     | Camilla            |       |
| 2009 | Headhunter                   |                    |       |
| 2011 | Frit fald                    | Susan, Louises mor |       |
| 2014 | Klassefesten 2 - Begravelsen | Gitte              |       |
| 2017 | Far til fire - på toppen     | Louise             |       |

| År        | Titel               | Rolle                | Noter        |
| --------- | ------------------- | -------------------- | ------------ |
| 2000-2001 | Skjulte spor        | Anne/Ina             | Afsnit 6, 13 |
| 2001      | Langt fra Las Vegas | Heidi                | Afsnit 9-10  |
| 2002      | Profession: X       | Sekretær Nicole      |              |
| 2002      | Hotellet            | Sofia                | Afsnit 54    |
| 2005      | Klovn               | Lotte                | Afsnit 19    |
| 2009      | Livvagterne         | Lene Nørrevang       | Afsnit 3-4   |
| 2009      | 2900 Happiness      | Beatrice von Stjerne | Afsnit 104   |
| 2009      | Forbrydelsen 2      | Overlægen            |              |
| 2011      | Ludvig & Julemanden | Mor Kirsten          | Julekalender |
| 2012      | Live fra Bremen     |                      | Sæson 6 og 7 |
| 2013      | Borgen              | Caroline             |              |
| 2015      | Norskov             | Jackie               |              |